# Nancy Reagan
Nancy Reagan (n. Anne Frances Robbins, n. 6 iulie 1921, New York – d. 6 martie 2016, Los Angeles) a fost o actriță americană, cunoscută sub numele de Nancy Davis, a fost Prima Doamnă a Statelor Unite în perioada 20 ianuarie 1981-20 ianuarie 1989, fiind soția președintelui Ronald Reagan. 